# SeaWorld Orlando
SeaWorld Orlando est un parc à thèmes situé près d'Orlando, en Floride. Il est dirigé par le groupe SeaWorld Parks & Entertainment, une filiale de la banque Blackstone. Quand il a été fusionné avec les parcs Discovery Cove et Aquatica, il forma un large complexe de loisirs consacré au monde sous-marin et à ses habitants.
En février 2010, le parc fut endeuillé par la mort d'une dresseuse, Dawn Brancheau, attaquée et tuée par une orque du nom de Tilikum, au sein du delphinarium pendant une représentation.

## Le parc

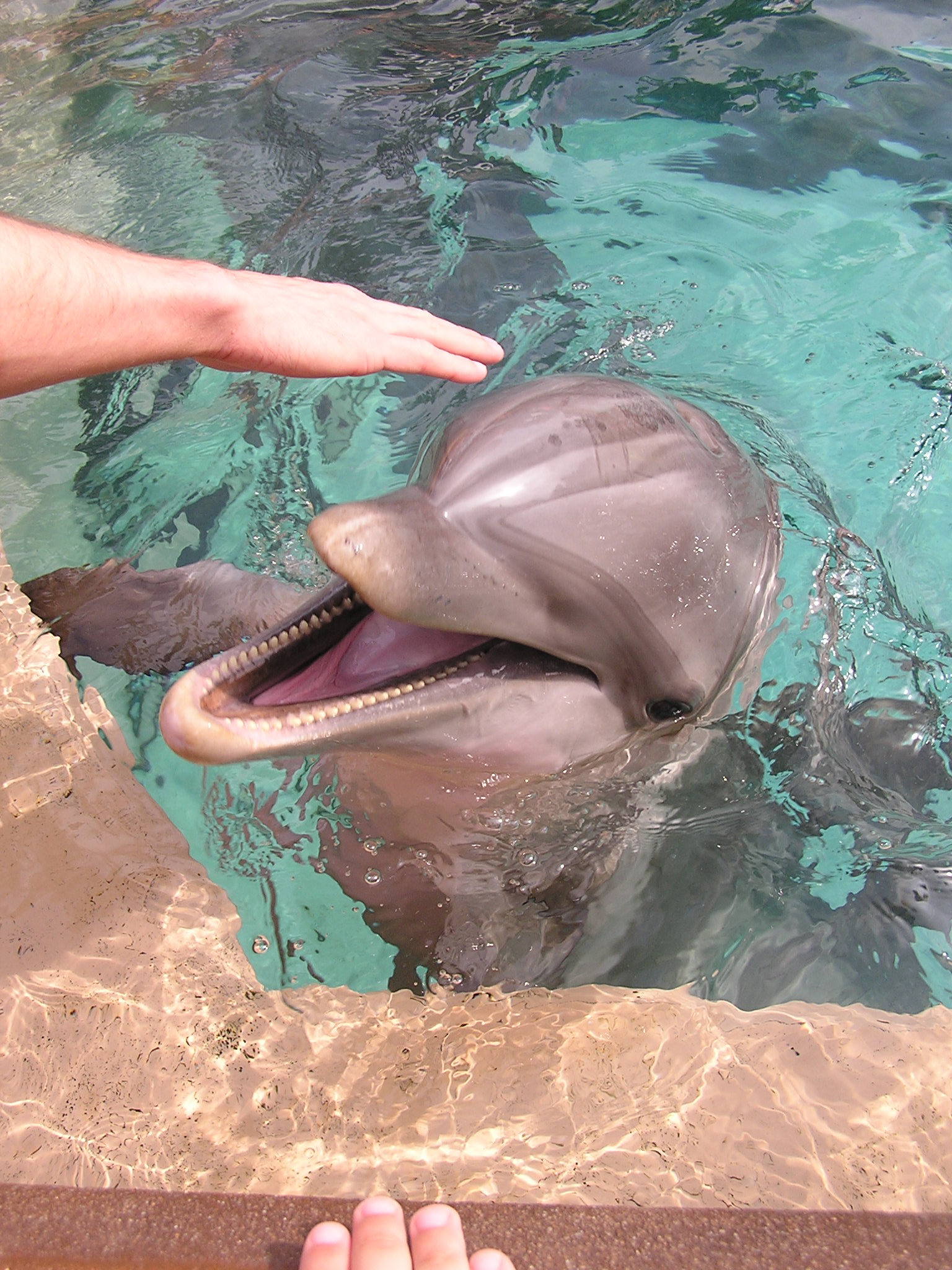
Dauphin se laissant caresser dans Discovery Cove.

À la différence de la plupart des autres parcs à thème, SeaWorld Orlando n'est pas formellement divisé en "lands" ou sections. Il y a, cependant, quelques secteurs distincts dans le parc.
Il y a 5 orques au Seaworld Orlando : Katina (47 ans), Trua (18 ans), Nalani (17 ans), Malia (15 ans) et Makaio (13 ans).

### Key West at SeaWorld
La zone Key West at SeaWorld est conçue pour ressembler à la ville de Key West. Les animaux exposés dans cette partie du parc sont des dasyatidae, des dauphins, des tortues de mer, des lamantins et des alligators.
Seaworld Orlando possède 44 dauphins communs : Starbuck, Jenever, Phil, Clyde, Tasha, Bubba, Baretta, Gilly, Ariel, Alejandro, Tyler, Hutch, Griffith, Marble, Rascal, Dash, Diego, Calla, Oscar, Tiger, Naia, Alpha, Yar, Dexter, Scott, Potter, Jackson, Sasha, Ansley, Damara, Ige, Brie, Amara, Roka, Hurlee, Axl, Haley, Nala, Nigel, Tinker, Archer, Delilah, Storm et Spark.

### Shamu's Happy Harbor
Shamu's Happy Harbor est une zone destinée aux enfants. Shamu est le nom de la mascotte du parc.

### Le front de mer
Le front de mer est la dernière section créée au sein du parc. Elle prend l'apparence d'un village méditerranéen de bord de mer et comporte principalement des boutiques et des restaurants.

### Clydesdale Hamlet
Une section bien spécifique aux parcs du groupe Anheuser-Busch qui présente les produits de la gamme ainsi que le processus de fabrication de la bière.

### Les attractions

#### Montagnes russes
| Nom                          | Type                                   | Constructeur         | Année |
| ---------------------------- | -------------------------------------- | -------------------- | ----- |
| Ice Breaker                  | Montagnes russes lancées               | Premier Rides        | 2022  |
| Journey to Atlantis          | Montagnes russes aquatiques            | Mack Rides           | 1998  |
| Kraken Unleashed             | Montagnes russes sans sol              | Bolliger & Mabillard | 2000  |
| Mako                         | Hyper montagnes russes                 | Bolliger & Mabillard | 2016  |
| Manta                        | Montagnes russes volantes              | Bolliger & Mabillard | 2009  |
| Penguin Trek                 | Montagnes russes lancées               | Bolliger & Mabillard | 2024  |
| Pipeline: The Surf Coaster   | Montagnes russes en position verticale | Bolliger & Mabillard | 2023  |
| Super Grover's Box Car Derby | Montagnes russes en métal junior       | Zierer               | 2006  |

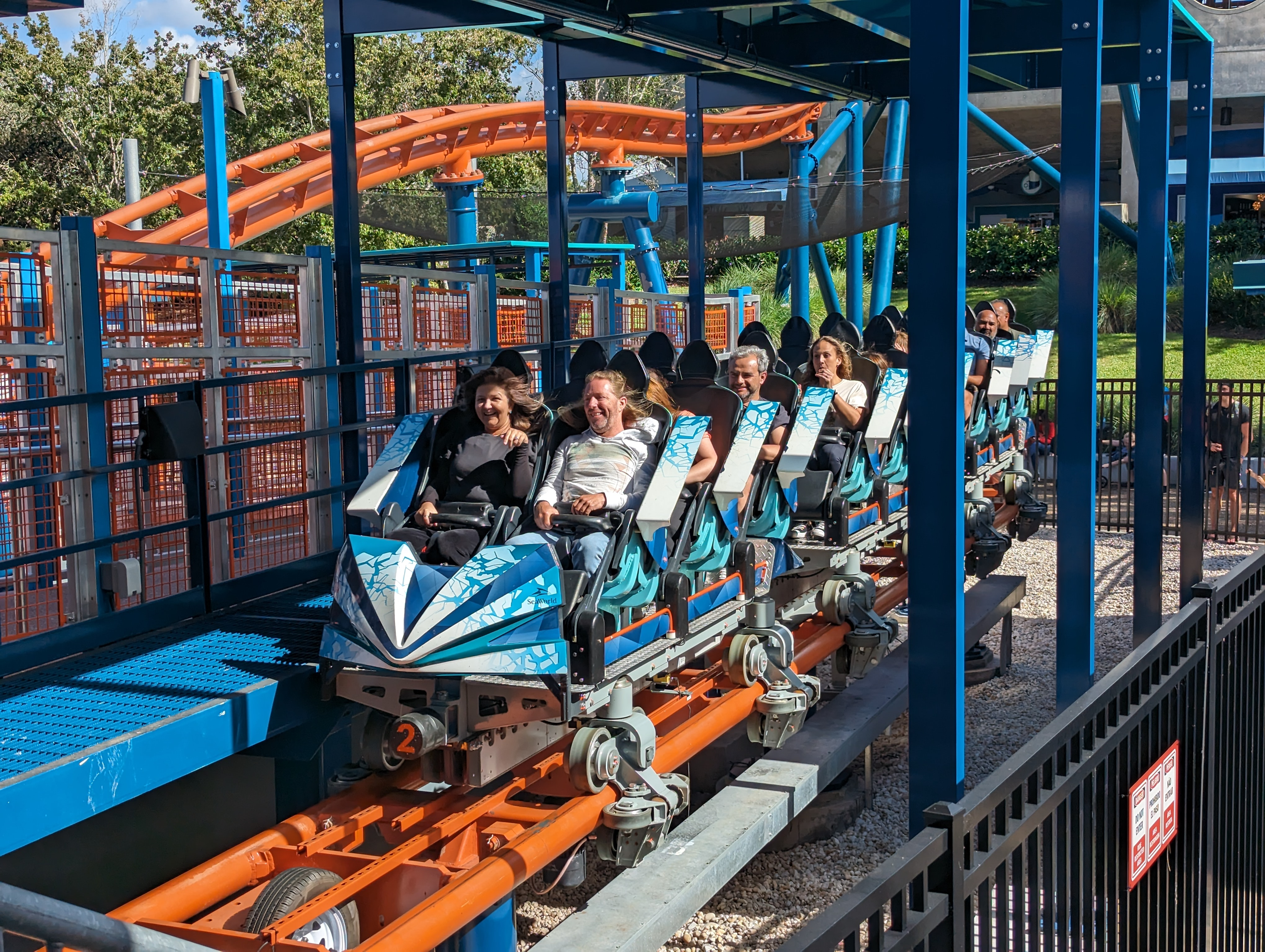
Ice Breaker
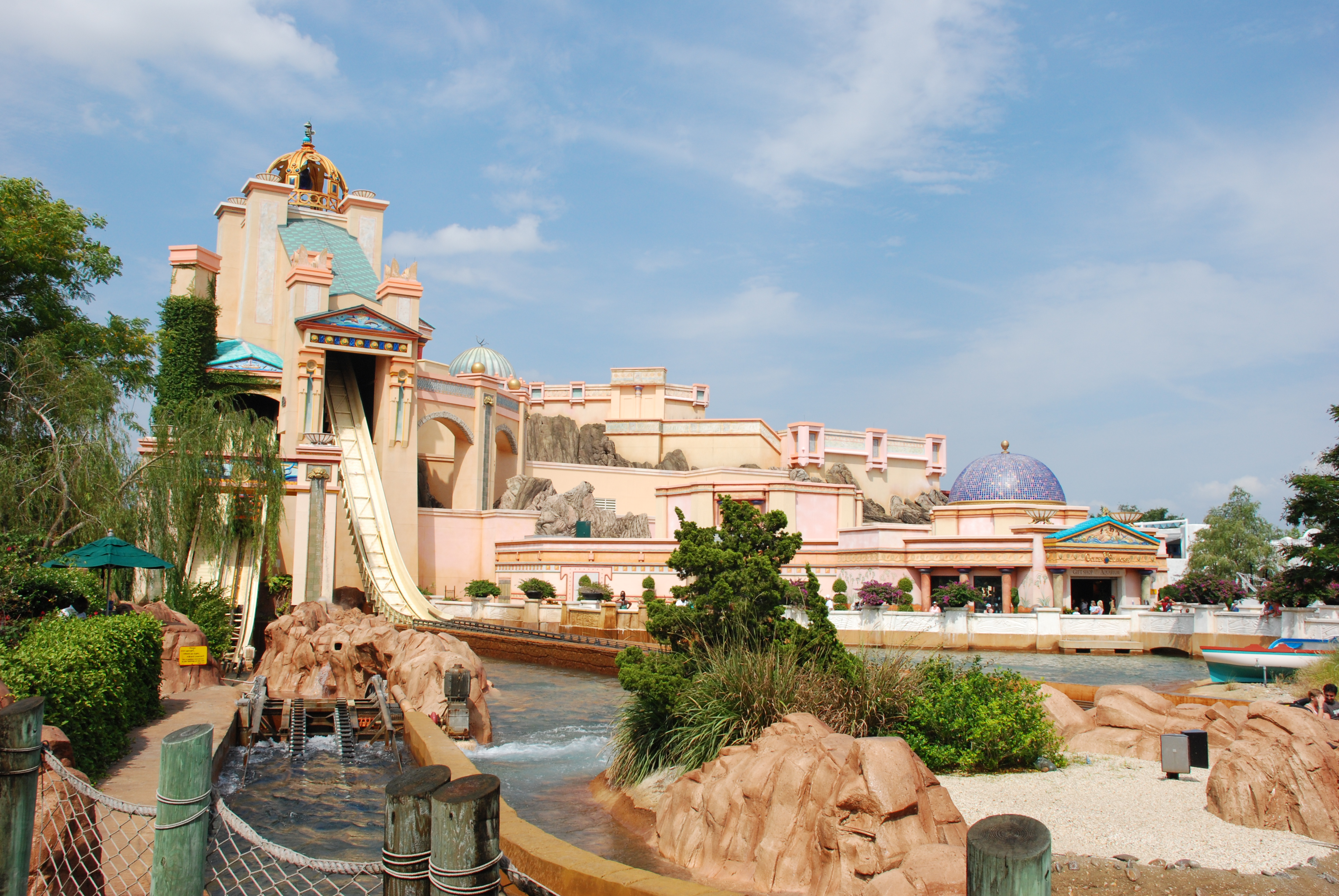
Journey to Atlantis
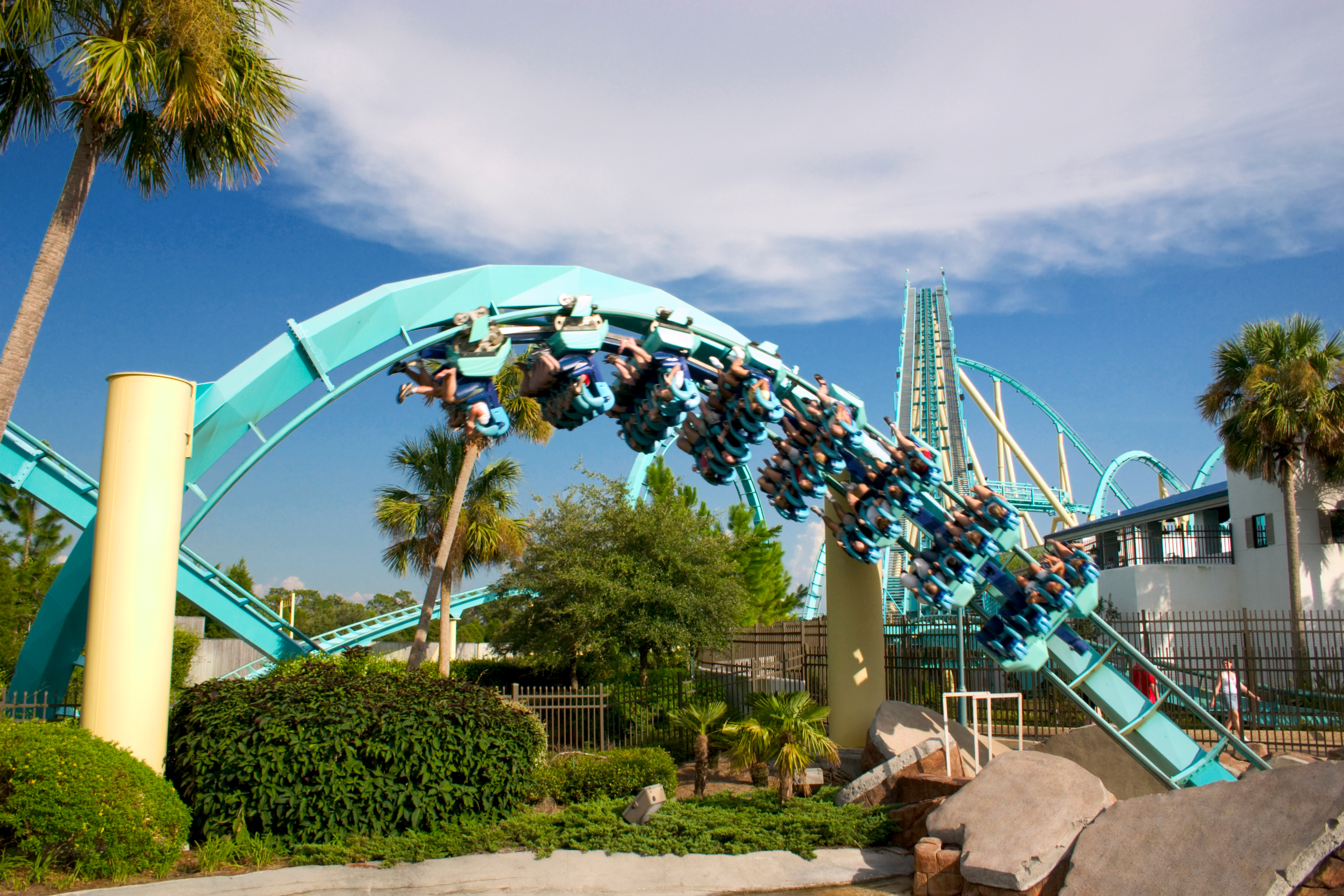
Kraken
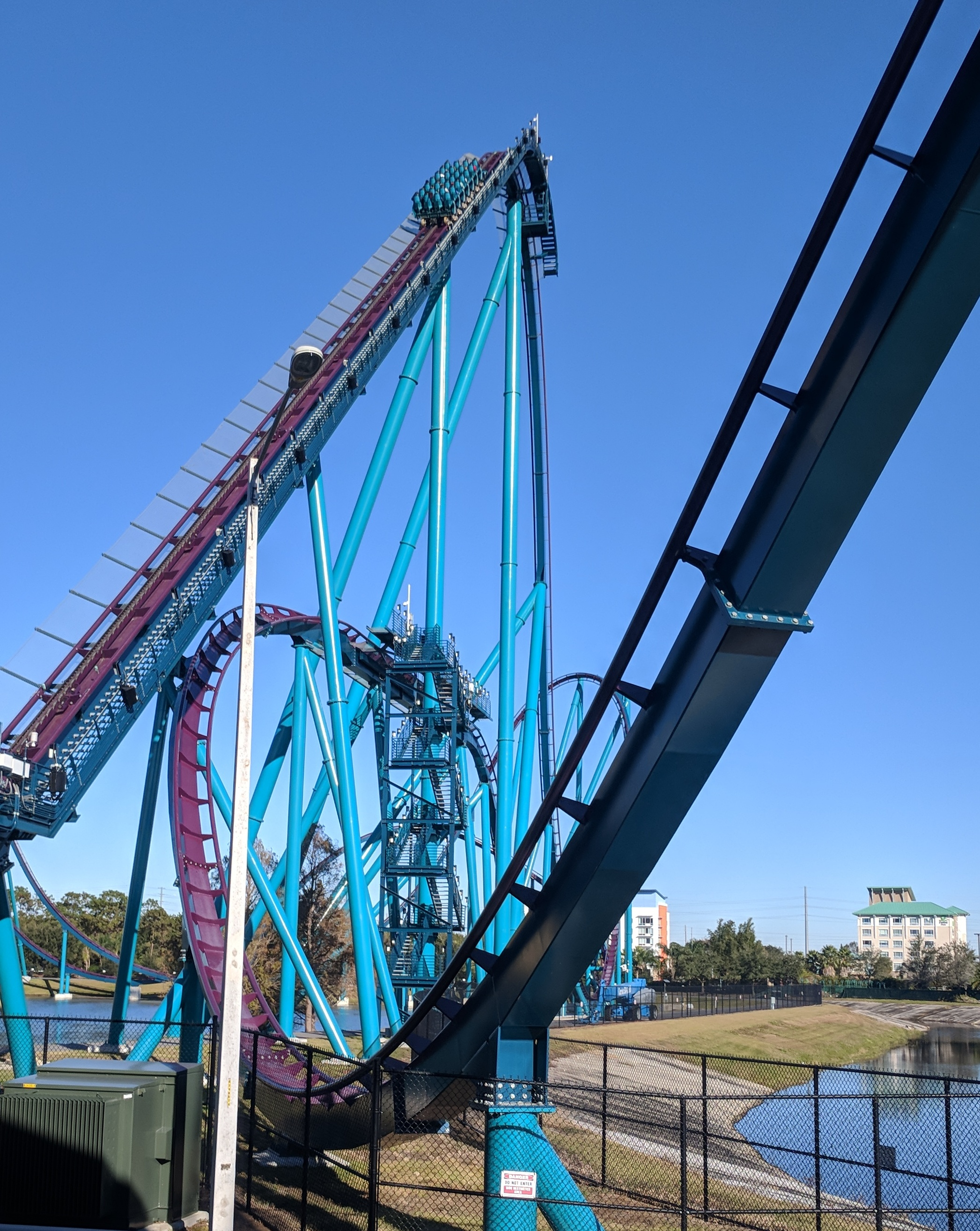
Mako
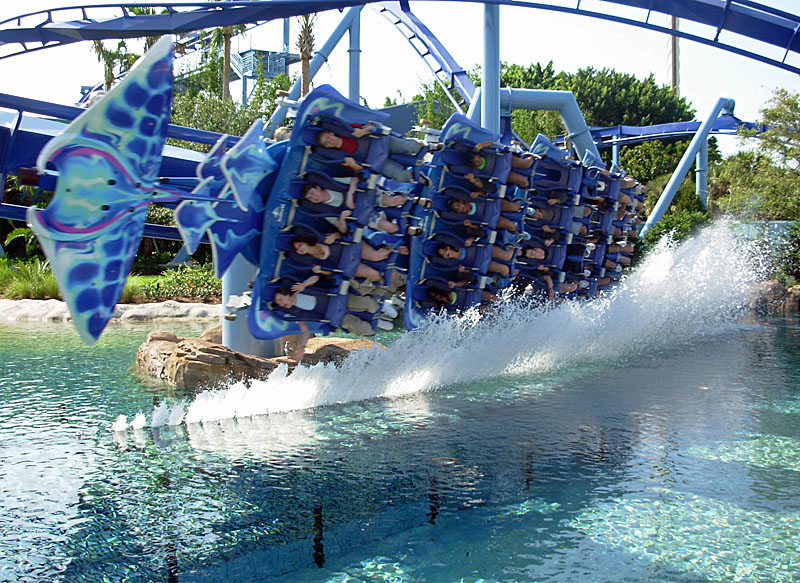
Manta
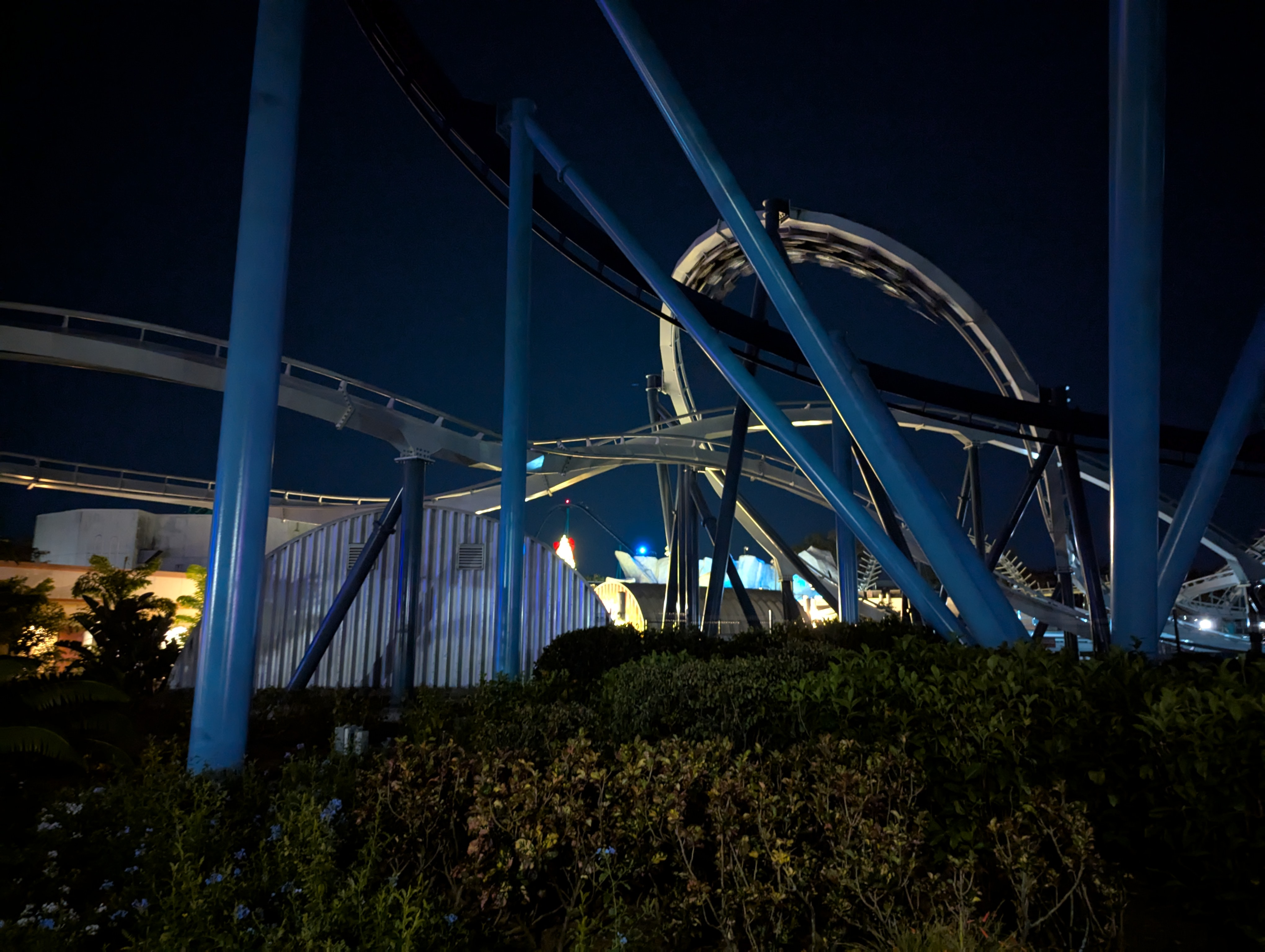
Penguin Trek
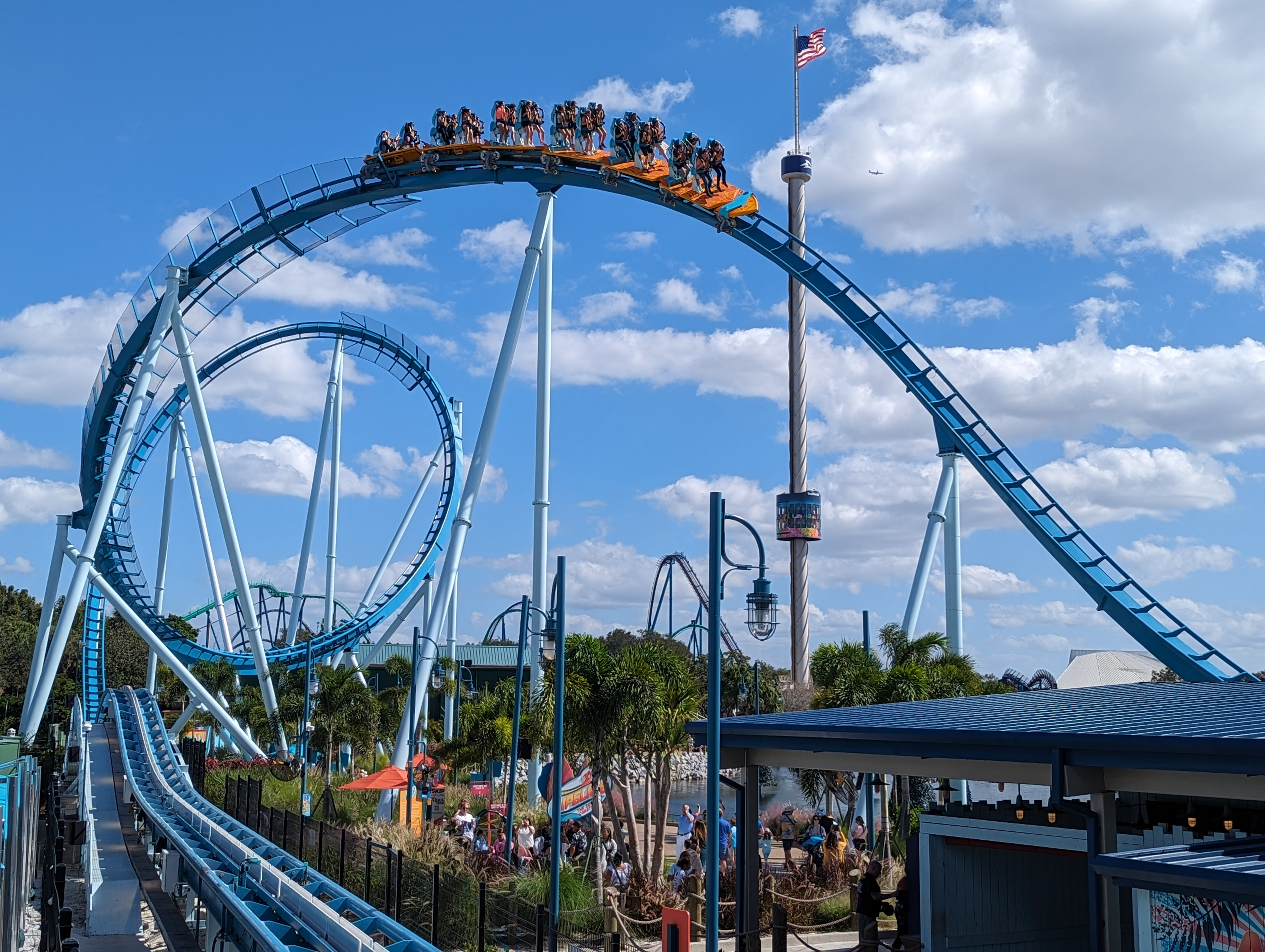
Pipeline: The Surf Coaster
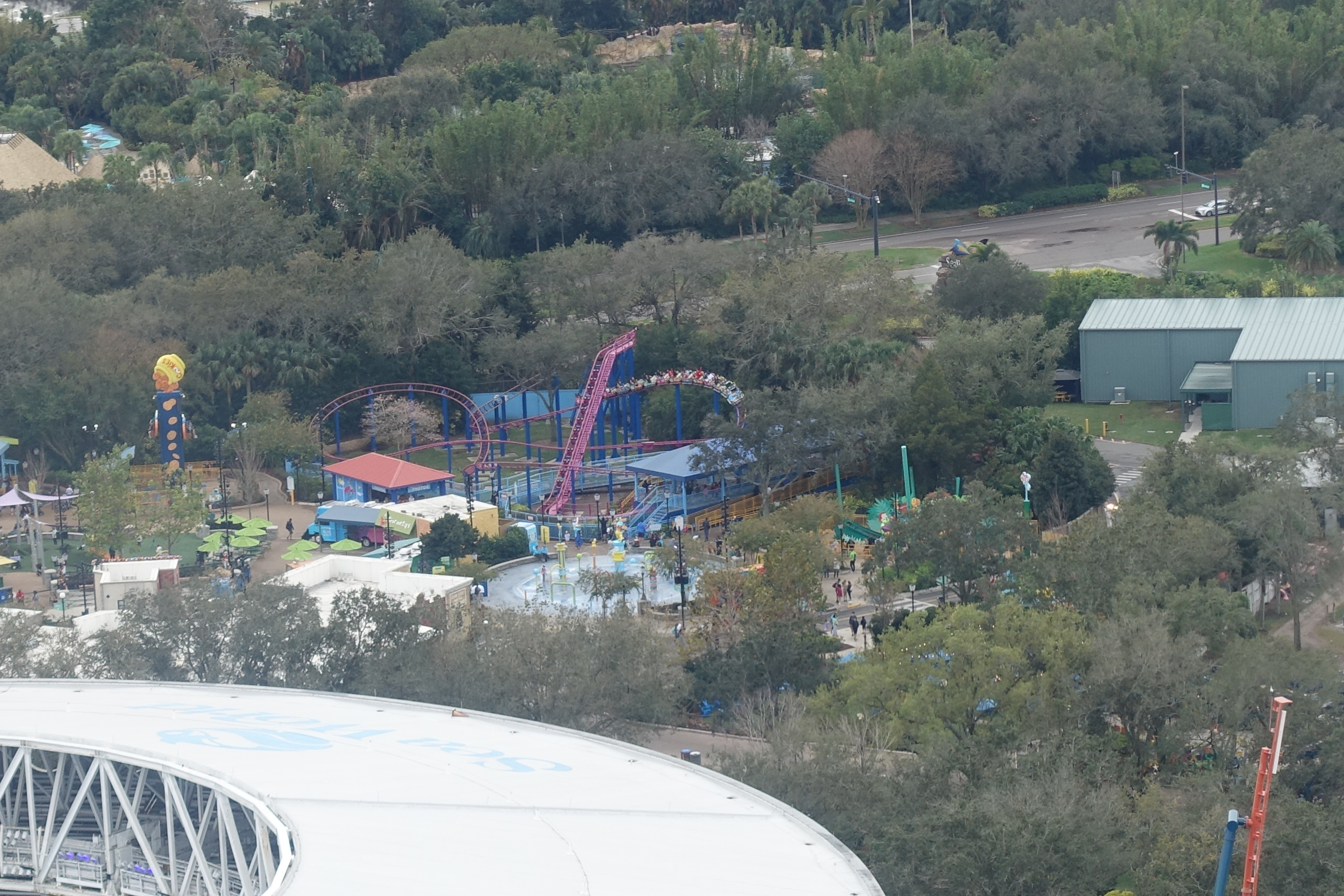
Super Grover's Box Car Derby

#### Autres attractions
- Sky Tower - Gyro Tower construite en 1973.

### Les expositions d'animaux

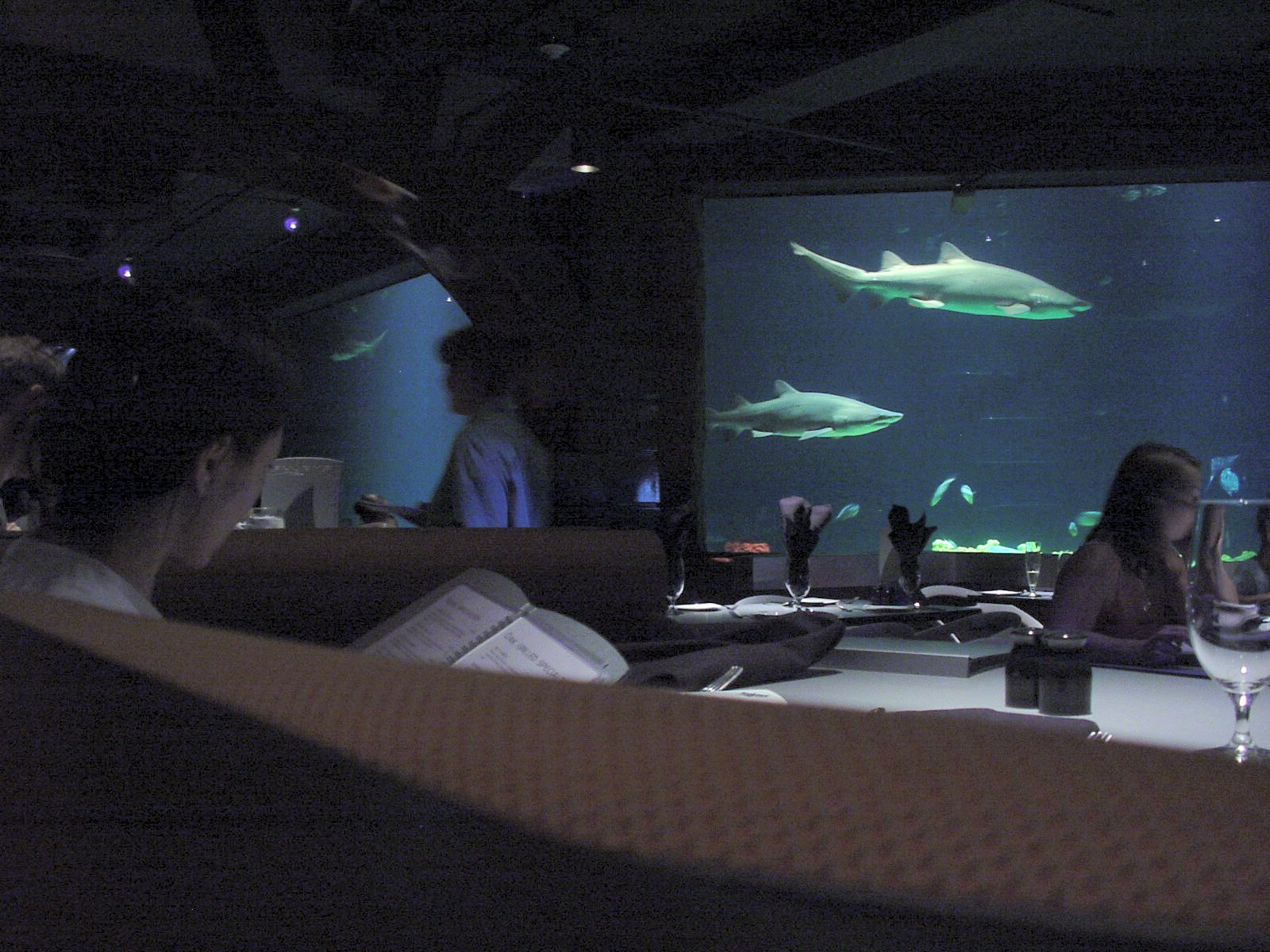
Restaurant donnant sur l'aquarium des requins.

- Penguin Encounter, présentation de macareux et d'urias.
- Shark Encounter, présentation de requins et d'autres espèces de poissons dangereux visibles dans un aquarium en forme de tunnel. Un restaurant donne également sur cet aquarium.
- Pacific Point Preserve, partie réservée aux lions de mer et aux phoques.
- Dolphin Cove, espace réservé à la présentation des grand dauphins avec possibilité pour les visiteurs de les nourrir et de les caresser.
- Turtle Point, un espace pour présenter les tortues marines sauvées par le parc.
- Manatee Rescue, un espace pour présenter les lamantins  sauvées par le parc.
- Stingray Lagoon, espace réservé à la présentation des raies avec possibilité pour les visiteurs de les caresser.
- Dolphin Nursery, zone présentant les dauphins nouveau-nés.
- Deer Caribou's Point, écuries du parc.

### Attractions combinées
- Wild Arctic, espace extérieur présentant des ours polaires, des baleines Béluga et des morses dans un décor de base de recherche au milieu de l'océan Arctique. Les visiteurs sont ensuite invités à prendre place dans un simulateur de mouvements. Durant la saison hivernale, Wild Arctic est remplacé par une version spéciale du film Le Pôle express.

## Spectacles et animations

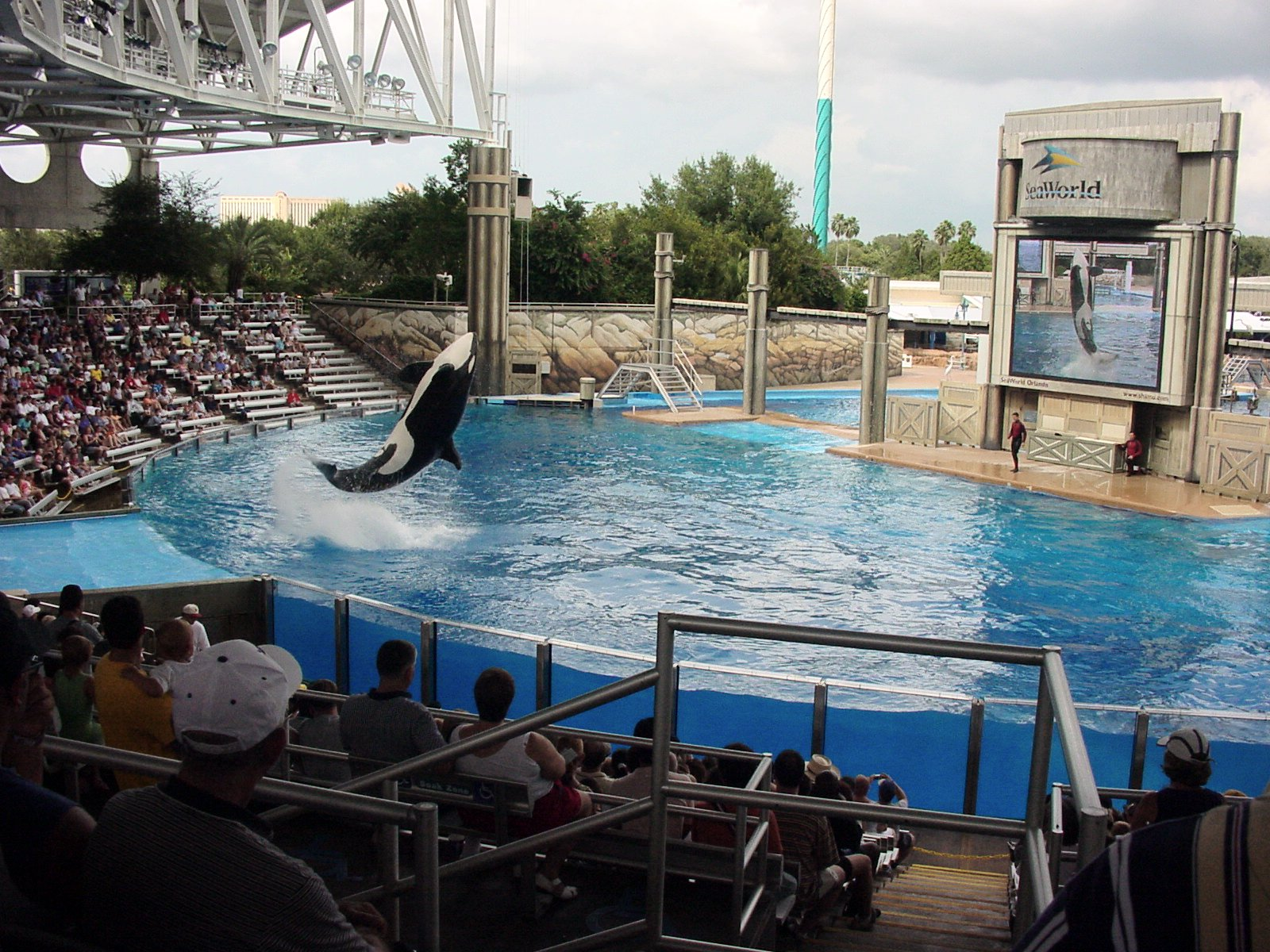
Spectacle de dresseur présentant Shamu, la mascotte du parc.

SeaWorld Orlando présentent plusieurs shows dont la plupart font appel aux animaux.
- A'lure présente au "Nautilus Theatre" un spectacle acrobatique.
- Orca Encounter présenté au "Shamu Stadium", succède à "One Ocean" depuis janvier 2020. Il est le nouveau spectacle phare du parc.
- Dolphins Days présente au "The Whale and Dolphin Theatre" un spectacle de dauphins et d'aras, accompagnés par des acrobaties de leurs dresseurs.
- Clyde and Seamore Take Pirate Island présente un spectacle de dressage d'otaries sur un ton humoristique.
- Pets Ahoy! présente au "Seaport Theatre" des chiens, des chats ainsi que d'autres animaux qui ont été sauvés par le parc dans un spectacle de dressage.

## Accident
Le 24 février 2010, au parc d'Orlando, la dresseuse Dawn Brancheau et l'orque Tilikum donnent une représentation de leur numéro. L'orque obéit normalement à toutes les sollicitations pendant la majeure partie du spectacle. La dresseuse commande à l'orque de faire le tour du bassin en saluant le public avec une de ses nageoires pectorales, il s'exécute mais ne réponds pas au coup de sifflet censé lui indiquer la fin de l'ordre. Lorsque Tilikum rejoint le bord du bassin, Brancheau lui signifie un silence de 3 secondes, lui faisant comprendre qu'il n'a pas répondu correctement aux attentes.
À la fin du spectacle, Dawn Brancheau rejoint une plate-forme pour une séance relationnelle, montrant le dresseur caresser et nourrir l'orque. Lorsque Dawn Brancheau s'allonge sur la plate-forme, Tilikum saisit son bras dans sa mâchoire et l’entraîne dans l'eau, la projette avec violence dans le bassin, puis lui saute dessus à plusieurs reprises. Il finira par la projeter au fond du bassin ce qui finira par la noyer. Le rapport du médecin légiste révélera diverses lacérations et fractures.
Tilikum mourra en janvier 2017 à l'âge de 36 ans.

## Fréquentation
En 2007, son affluence était de près de 5,8 millions de visiteurs, le classant parmi les parcs les plus visités aux États-Unis et le douzième au niveau mondial. En 2013, il a accueilli 5,09 millions de visiteurs. En 2014, il a accueilli 4,68 millions de visiteurs. Pour les opposants à la captivité des cétacés, cette baisse de fréquentation est due à la controverse causée par le film Blackfish (L'Orque tueuse), sorti en 2013.